# Домицила Старија
Флавија Домицила (лат. Flavia Domitilla), познатија историји као Домицила Старија (лат. Domitilla Maior) била је супруга римског цара Веспазијана. Била је ћерка Флавија Либералиса, који је имао чин квестора. Пре удаје за Веспазијана, била је формална љубавница афричког витеза. Веспазијан ју је оженио око 38. године. Била је мајка Домициле Млађе и царева Тита и Домицијана. Умрла је пре него што је Веспазијан постао цар.